# Дассановски, Эльфи фон
Эльфрида (Эльфи) фон Дассановски (Elfriede «Elfi» von Dassanowsky; 2 февраля 1924 — 2 октября 2007) — австрийская певица, пианистка и кинопродюсер.

## Биография
Родилась в Вене в семье служащего министерства торговли, полное имя Эльфрида Мария Элизабет Шарлотта Дассановски.
С 5-летнего возраста выступала на концертах, играя на фортепьяно.
Окончила католическую школу и в 15-летнем возрасте была принята в Венскую академию музыки и исполнительского искусства. Во время учёбы давала уроки пианино киноактёру Курду Юргенсу. В военный период не смогла сделать карьеру из-за отказа вступить в нацистские организации.
В 1946 году дебютировала как певица на сцене городского театра Санкт-Пёльтена в опере Моцарта «Женитьба Фигаро», партия Сюзанны. В том же году стала со-основательницей киностудии Бельведер-Фильм.
Играла в операх, опереттах, театральных драмах и комедиях, вела радиопередачи на Би-би-си. Работала в Голливуде в качестве коуча по вокалу. В 1962 году приняла гражданство США. Жила в Лос-Анжелесе.
Умерла там же от сердечного приступа. Похоронена в Вене на Центральном кладбище.

## Награды
- UNESCO Mozart Medal (1996)
- Почётный знак «За заслуги перед Австрийской Республикой»
- французский Орден Искусств и литературы.

В её честь в 2014 году назван астероид 4495 Dassanowsky.
Сын — Роберт фон Дассановски (родился 28 января 1965 года, Нью-Йорк), актёр и кинопродюсер.